# 어머니 (1976년 영화)
어머니(Mother)는 한국에서 제작된 임원식 감독의 1976년 드라마 영화이다. 윤연경 등이 주연으로 출연하였고 곽정환 등이 제작에 참여하였다.

## 출연

### 주연
- 윤연경
- 이순재
- 최불암
- 장동휘

### 조연
- 박재호

## 제작진
- 조명: 마용천
- 미술: 이봉선
- 효과: 손효신